# Caenis aethiopica
Caenis aethiopica è una specie di efemerotteri della famiglia Caenidae. Il nome scientifico è stato validamente pubblicato per la prima volta nel 1935 da Navás.
Vive nell'ecozona afrotropicale.